# Lemniscomys griselda
Lemniscomys griselda es una especie de roedor de la familia Muridae.

## Distribución geográfica
Se encuentra en Angola, República Democrática del Congo y Zambia.

## Hábitat
Su hábitat natural son: sabanas secas